# Bruay-la-Buissière
Bruay-la-Buissière ist eine französische Stadt mit 21.997 Einwohnern (1. Januar 2022) im Département Pas-de-Calais in der Region Hauts-de-France. Sie gehört zum Arrondissement Béthune, zum Kanton Bruay-la-Buissière und zum Gemeindeverband Béthune-Bruay, Artois-Lys Romane. Die Stadt entstand 1987 durch den Zusammenschluss von Bruay-en-Artois und Labuissière.

## Geographie

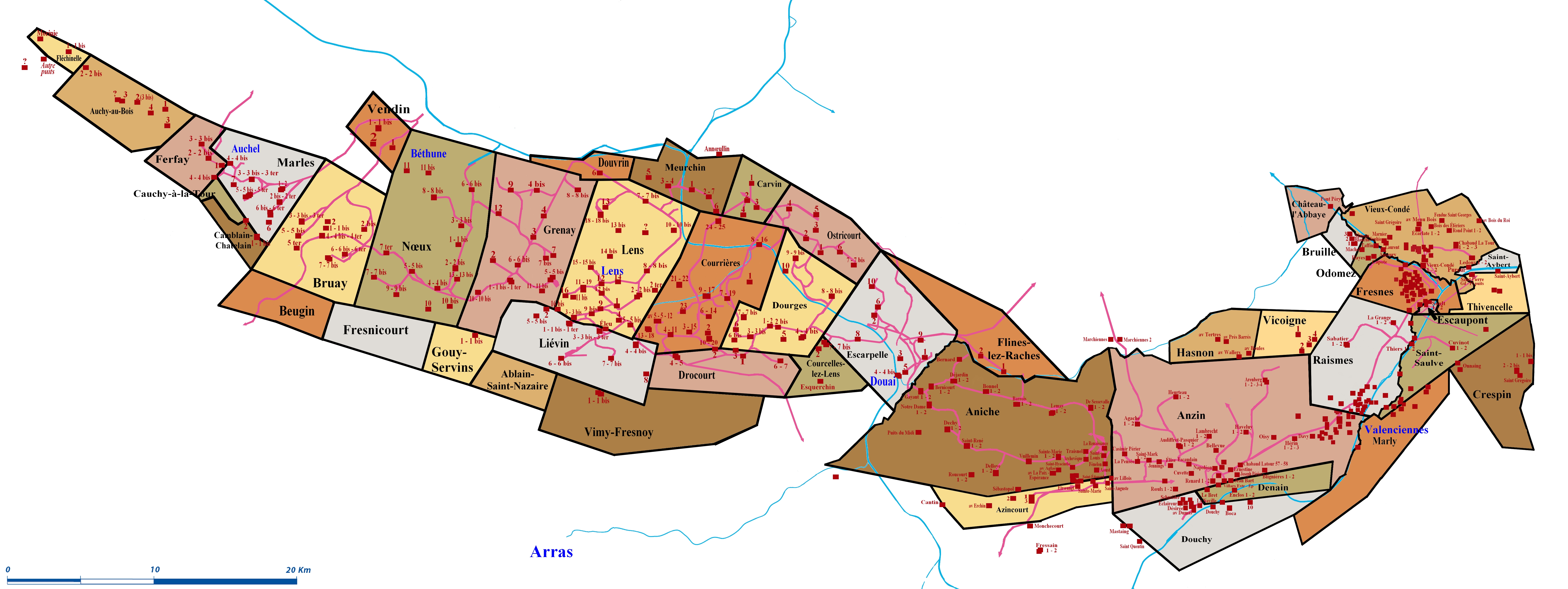
Lage Bruays im nordfranzösischen Kohlebecken (bassin minier)

Die Stadt Bruay-la-Buissière liegt im Artois im Westen des Nordfranzösischen Kohlerevier, fünf Kilometer südwestlich von Béthune, rund 20 Kilometer westlich von Lens und 33 Kilometer nordwestlich von Arras. Nachbargemeinden sind (im Uhrzeigersinn, beginnend im Süden) Houdain, Divion, Calonne-Ricouart, Marles-les-Mines, Lapugnoy, Labeuvrière, Gosnay, Hesdigneul-lès-Béthune und Haillicourt. Das Stadtgebiet erstreckt sich über 16,4 km² und erreicht eine maximale Höhe von 106 m über NN. Der nördliche Stadtteil Labuissière grenzt an das ausgedehnte Waldgebiet des Bois des dames, seit 1984 unter Schutz gestellt (Forêt de protection) und Teil einer überörtlichen Grünachse in dem dicht besiedelten Gebiet. Nach Südwesten, in Richtung Saint-Pol-sur-Ternoise, geht die Landschaft in eine agrarisch geprägte Region über. Der Fluss Lawe, in den hier sein Zufluss Biette einmündet, durchquert das Stadtgebiet. Bruay-la-Buissière liegt an der Route Nationale N 41, die über Béthune nach Lille führt und am Nordrand Bruays Anschluss an die Autoroute des Anglais (A 26) zwischen Calais und Troyes hat. Über eine eigene Eisenbahnanbindung verfügt die Stadt nicht; die nächstliegenden Bahnhöfe befinden sich in Béthune und Auchel.

## Geschichte

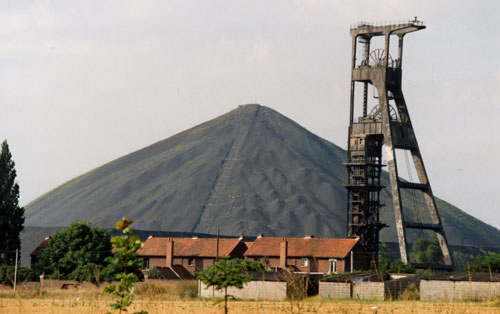
Abraumhalde in Bruay

Seit dem Mittelalter waren Bruay und Labuissière Dörfer in der Grafschaft Artois. Seit dem 14. Jahrhundert besaßen die Grafen in Labuissière ein befestigtes Schloss (château).

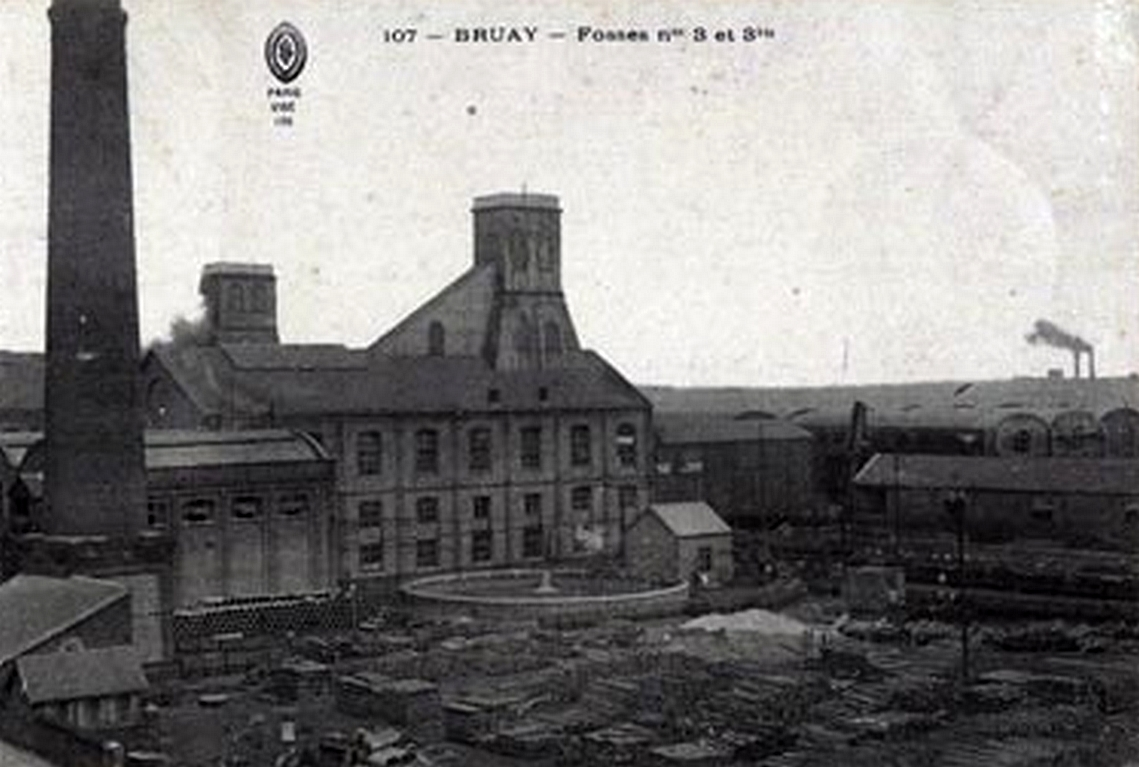
Grube 3 um 1900

Die Stadt entstand 1987 durch den Zusammenschluss von Bruay-en-Artois und Labuissière.

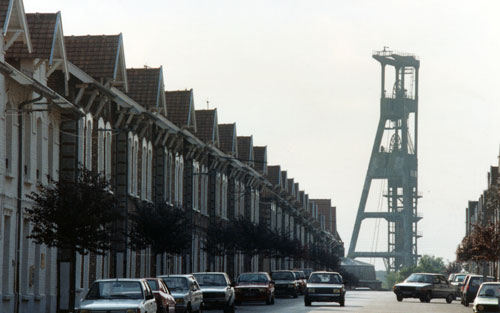
Zechenkolonie der Compagnie des mines de Bruay (in Haillicourt)

Die jüngere Geschichte der Stadt ist zum großen Teil identisch mit der Geschichte der privaten Compagnie des mines de Bruay, einer 1850 gegründeten Aktiengesellschaft, und der Ausbeutung der Kohlevorkommen. Die legte dort sukzessive sieben Bergwerke an; ab 1852 wurde der erste Schacht auf 351 m abgeteuft; der dritte (1866) erreichte bereits 836 m, der sechste (1909) sogar 1.076 m Tiefe. Daneben wurden in Bruay eine Kokerei und später ein mit minderwertiger Kohle betriebenes Kraftwerk angelegt. Ab 1861 begann das Unternehmen auch mit dem Bau von Zechenkolonien (cités minières) zur Unterbringung der zuwandernden Bergleute; Ende der 1870er Jahre beschäftigte die Bergbaugesellschaft knapp 2.000 Arbeiter unter und über Tage, 1918 waren es rund 20.500. Die Einwohnerzahl der beiden Orte verzehnfachte sich von 1846 bis 1886 auf gut 7.000 Menschen, und bis 1931 stieg sie auf fast 32.000 Bewohner an. Insbesondere nach dem Ersten Weltkrieg kamen zahlreiche Polen – nicht selten nach einer Zwischenstation im Ruhrgebiet − als Bergleute in diese Region.
Nach dem Zweiten Weltkrieg und der Befreiung des Landes von der deutschen Besetzung wurde der Kohlebergbau in Frankreich und somit auch die Compagnie des mines de Bruay im Mai 1946 aus politischen wie ökonomischen Gründen (bataille du charbon, dt. „Schlacht um die Kohle“) nationalisiert und ging in den Houillères Nationales du Bassin Nord-Pas-de-Calais auf. Ab den späten 1950ern traf der Niedergang der Steinkohlereviere auch Bruay und Labuissière; dort wurde das letzte Bergwerk 1982 stillgelegt. Die Einwohnerzahl ist seit den 1960er Jahren um ein Viertel zurückgegangen. Dennoch prägen bauliche und Nutzungs-Hinterlassenschaften (Halden, Brachflächen) bis in die Gegenwart das Stadtbild; zudem sind erhebliche Teile der Stadt bergschadengefährdet. Entsprechend der Bedeutung des Bergbaus für die Kommune sind im Stadtwappen Schlägel, Bergeisen und Grubenlampe abgebildet.

### Bevölkerungsentwicklung
| Jahr                       | 1962   | 1968   | 1975   | 1982   | 1990   | 1999   | 2006   | 2016   | 2022   |
| Einwohner                  | 30.902 | 28.628 | 25.714 | 22.893 | 24.927 | 23.998 | 23.813 | 22.230 | 21.997 |
| Quellen: Cassini und INSEE |        |        |        |        |        |        |        |        |        |

## Wirtschaft
Der erforderliche Strukturwandel schlägt sich in der insbesondere seit den 1990er Jahren erfolgten Ansiedlung mehrerer Einrichtungen nieder, die sich mit angewandter Energie-, Umwelt-, Materialforschung und der Entwicklung lärmreduzierter Fahrzeugmotoren befassen. Ein weiterer Schwerpunkt liegt auf dem Gebiet der Kunststoffproduktion. Insgesamt haben diese neuen Betriebe etwa 3.800 Arbeitsplätze geschaffen.

## Sehenswürdigkeiten

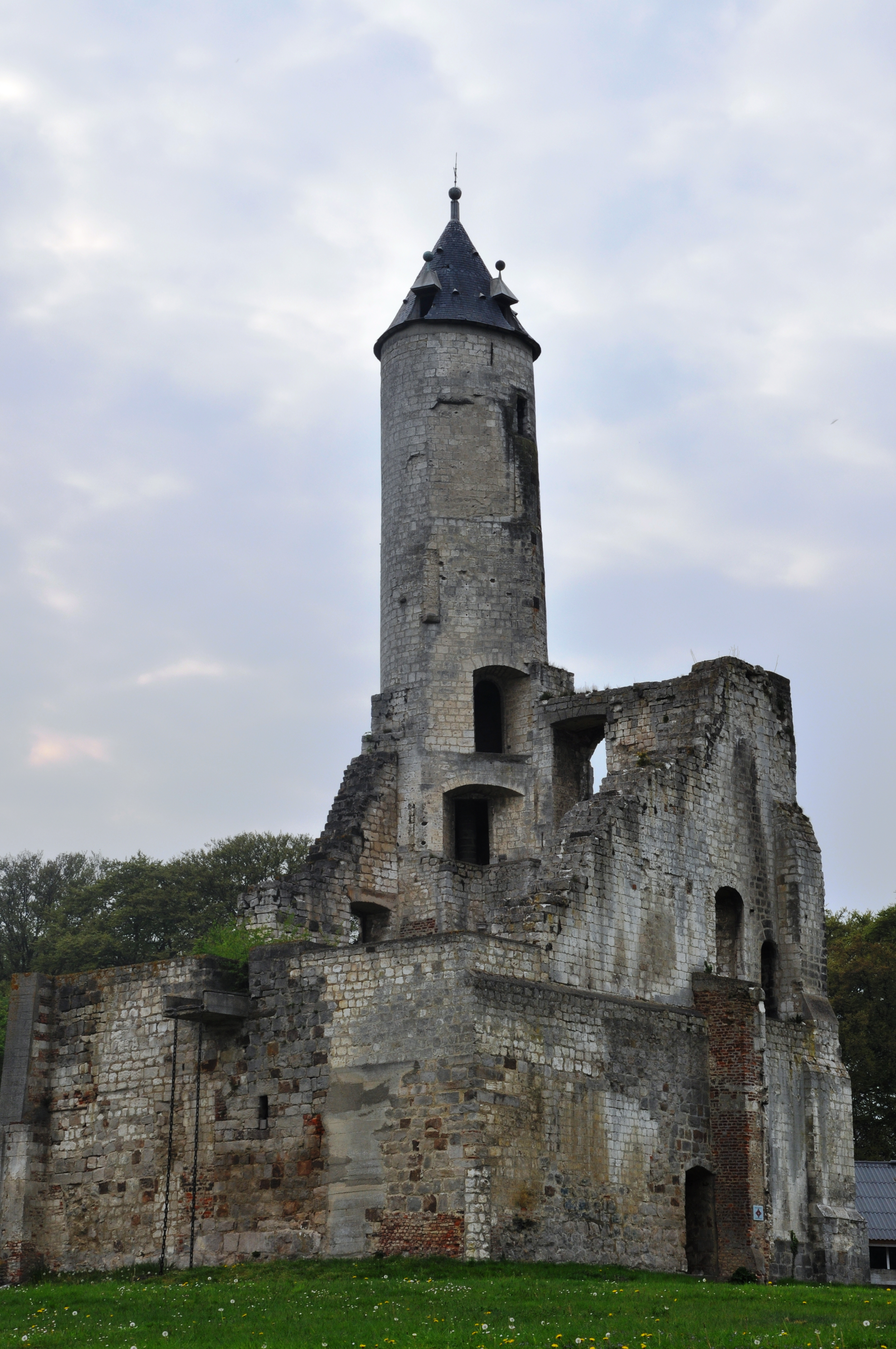
Überreste des Schlosses von Labuissière

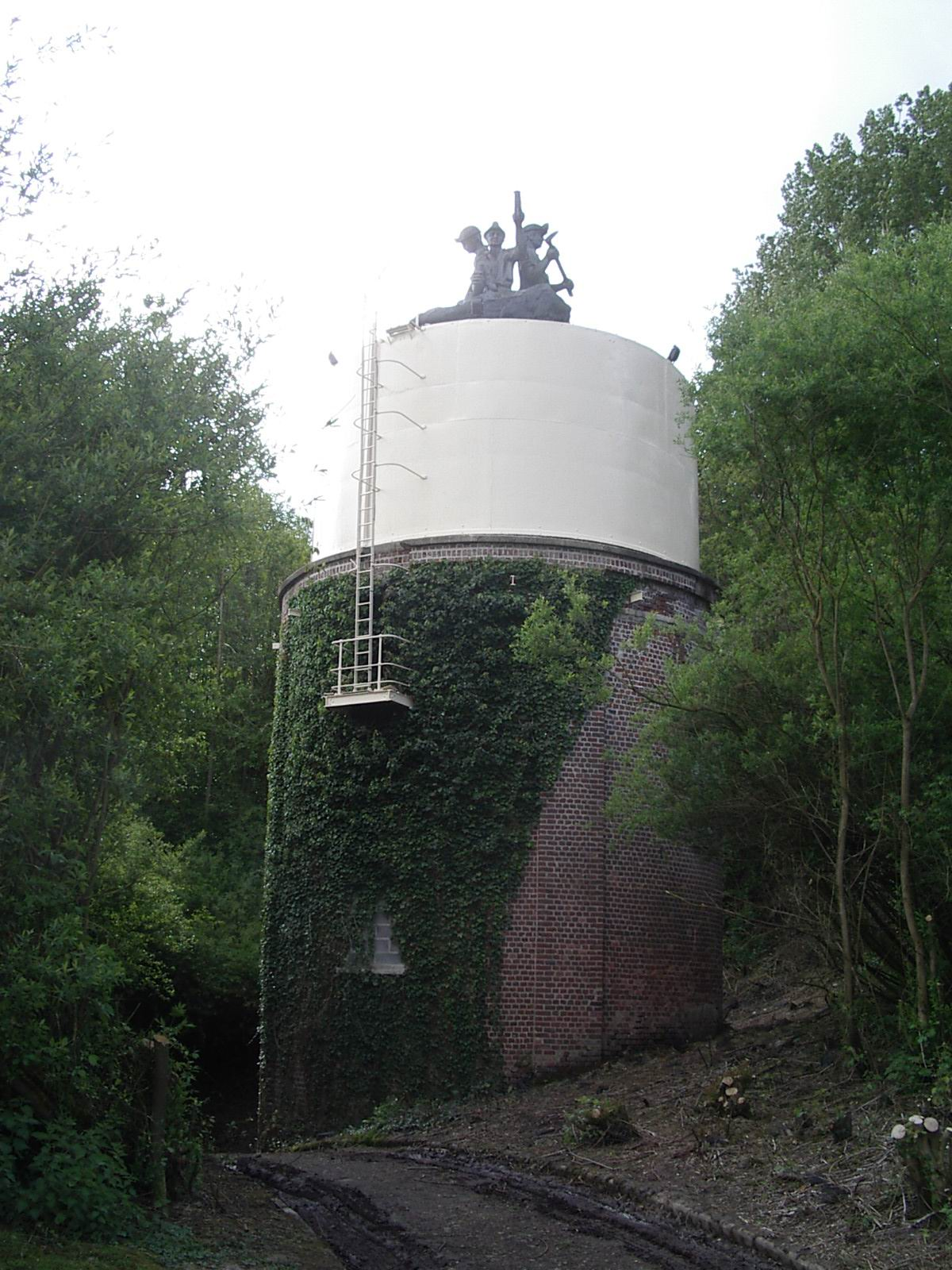
Bergmannsdenkmal nahe dem ältesten ehemaligen Schacht

- Rathaus (hôtel de ville), 47 m hoch, erbaut 1927. Im Treppenhaus Fenster mit Szenen des Bergwerks Nr. 3 und des Bergmannsalltags. Seit 1997 ein Monument historique.
- Schwimmbad von 1936 im Art-déco-Stil mitsamt dem umgebenden baulichen Ensemble im Stadionpark
- Die Cité des électriciens, wo ein Teil des Films Bienvenue chez les Ch’tis gedreht wurde
- Das Éco-musée de la mine mit seinem Lehrbergwerk.[5]
- Kirche Saint-Martin de Bruay (12. Jahrhundert), Glockenturm aus dem 18. Jahrhundert
- Kirche Saint-Martin de La Buissière (15. Jahrhundert)
- Herrenhaus der Familie Ballencourt in Labuissière (erbaut 1777), in Teilen rekonstruiert, beherbergt heute eine Musikschule
- Donjon des Schlosses von Labuissière, erbaut 1310 im Auftrag von Gräfin Mahaut d’Artois
- Radstadion (stade vélodrome) von La Buissière, von der Compagnie des mines de Bruay 1925 auf dem Firmengelände errichtet

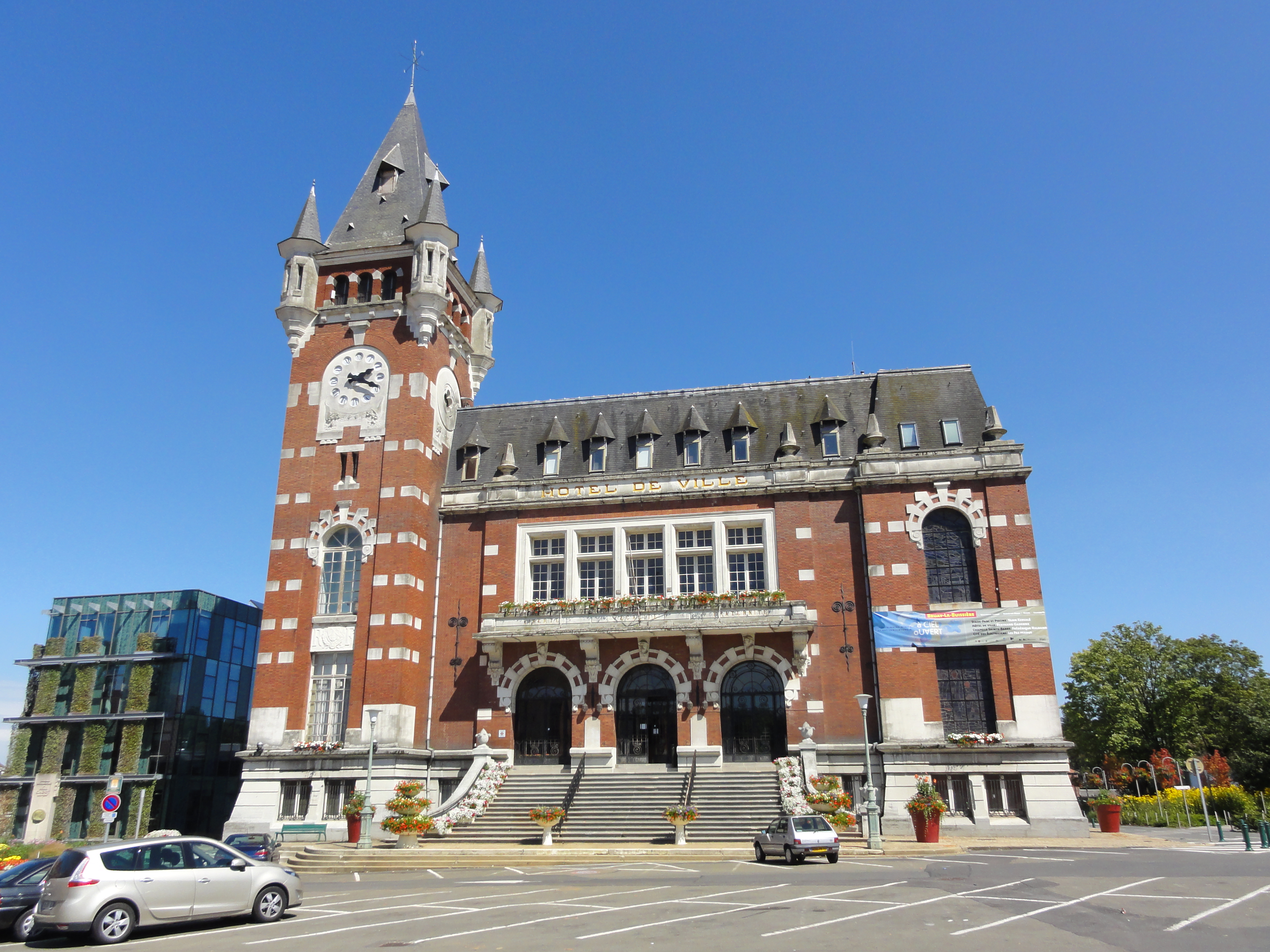
Hôtel de ville
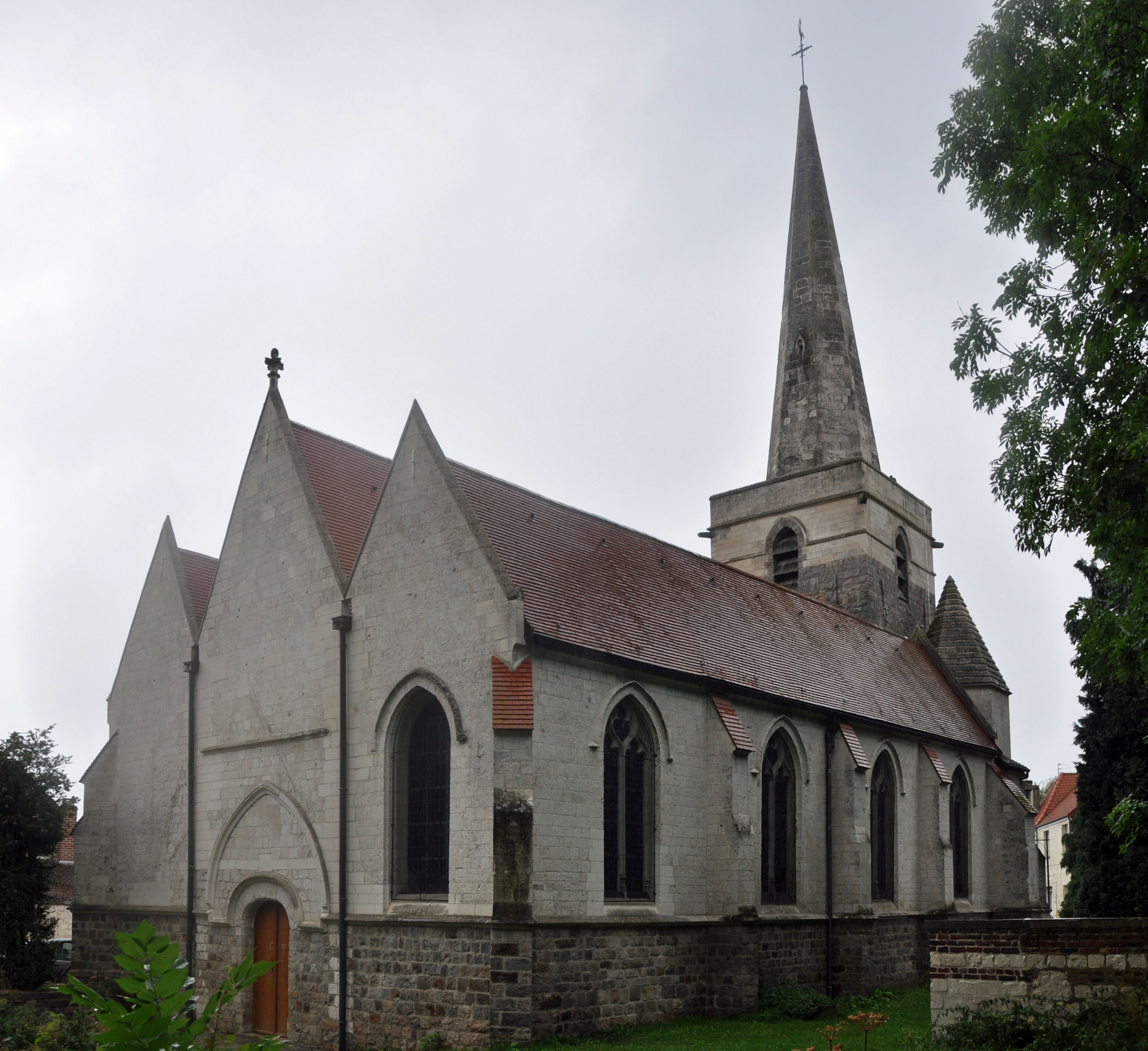
Kirche Saint-Martin
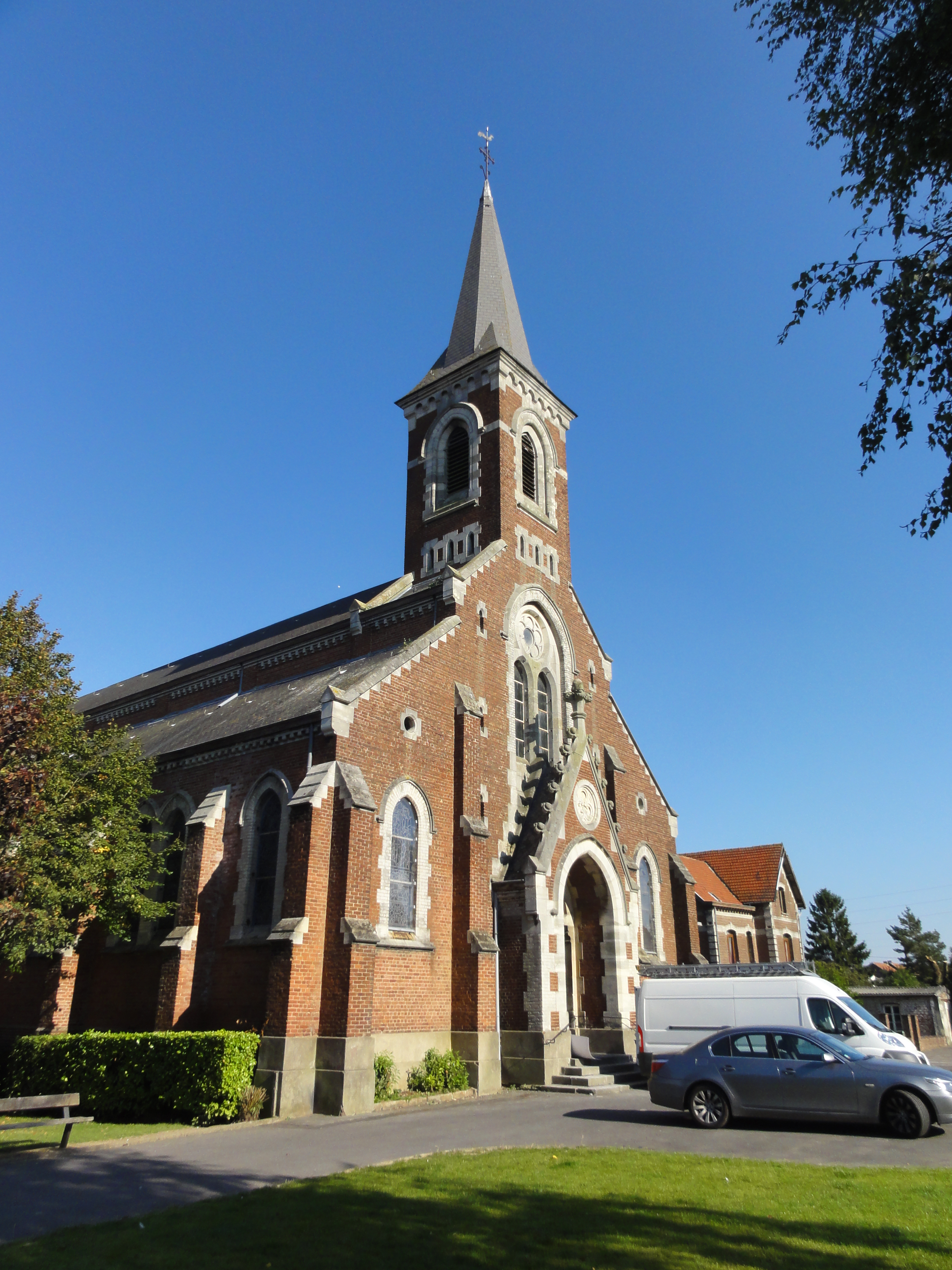
Kirche Saint-Joseph

## Städtepartnerschaften
Städtepartnerschaften bestehen derzeit mit den deutschen Kommunen Fröndenberg/Ruhr sowie Schwerte. Letztgenannte Stadt hat durch Eingemeindung die ursprünglich zwischen Labuissière und Westhofen bestehende Partnerschaft übernommen. Außerdem mit Olkusz in Polen.

## Sport
Die Fußballer des Bergarbeitervereins Union Sportive Ouvrière Bruaysienne haben sich von Anfang der 1930er bis Mitte der 1960er Jahre fünfzehn Mal für die landesweite Hauptrunde des französischen Pokalwettbewerbs qualifizieren können und wurden 1955 auch französischer Vizemeister der Amateure. Gegenwärtig (2010/11) treten sie nur noch in der Promotion d’Honneur Régionale (PHR), einer unterklassigen, regionalen Liga, an. Die Fußballerinnen der USO hingegen gewannen 2003 sogar die Meisterschaft in der zweithöchsten Spielklasse; aus der Abteilung ist mit Candie Herbert auch eine Nationalspielerin hervorgegangen.

## Persönlichkeiten
- Albert Gaston Spinola von Bruay (1601 oder 1610–1645), kaiserlicher Offizier im Dreißigjährigen Krieg
- François Wicart (1926–2015), Fußballspieler und -trainer
- Philippe Herzog (* 1940), Professor der Wirtschaftswissenschaften und Europaabgeordneter

## Belege und Anmerkungen
1. ↑  Hinsichtlich der Firmengeschichte siehe den gut belegten Artikel in der französischsprachigen Wikipedia
2. ↑  Marion Fontaine: Le Racing Club de Lens et les « Gueules Noires ». Essai d’histoire sociale. Les Indes savantes, Paris 2010, ISBN 978-2-84654-248-7, S. 105
3. ↑  INSEE (Memento vom 24. November 2010 im Internet Archive)
4. ↑  Angaben nach diesem Artikel (Memento vom 20. November 2008 im Internet Archive)
5. ↑  Das Minenmuseum (Memento vom 20. November 2012 im Internet Archive) auf der Gemeindeseite
6. ↑  AK Schwerte-Labuissière. Gesellschaft zur Förderung europäischer Städtepartnerschaften der Stadt Schwerte e. V., abgerufen am 21. August 2024.